# Poliske, Korosten
Poliske (în ucraineană Поліське) este localitatea de reședință a comunei Poliske din raionul Korosten, regiunea Jîtomîr, Ucraina.

## Demografie
Componența lingvistică a localității Poliske
     Ucraineană (97,17%)
     Rusă (2,6%)
     Alte limbi (0,11%)
Conform recensământului din 2001, majoritatea populației localității Poliske era vorbitoare de ucraineană (97,17%), existând în minoritate și vorbitori de rusă (2,6%).